# カスティーリャ・イ・レオン料理

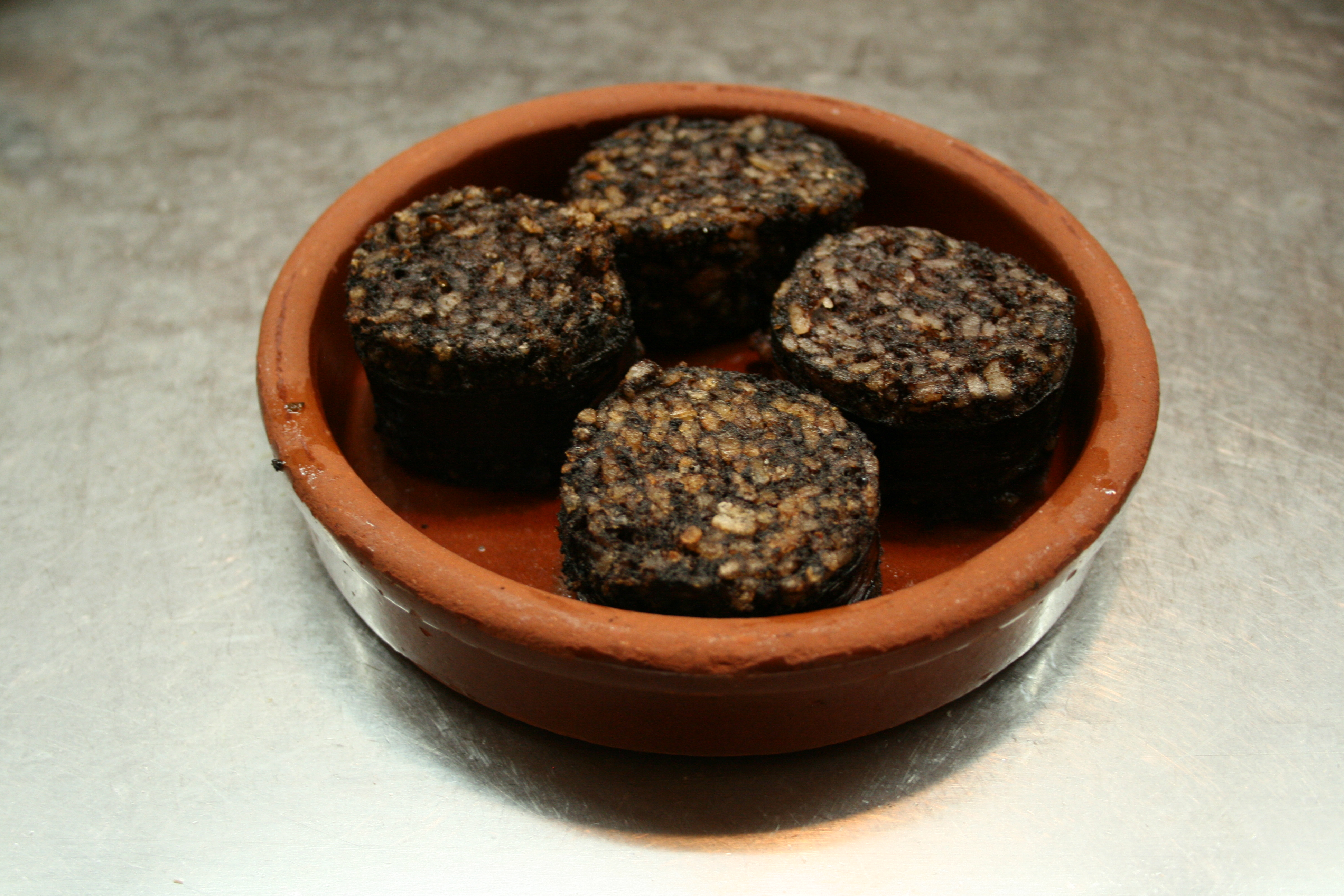
切り分けられたブルゴスのブラッドソーセージ

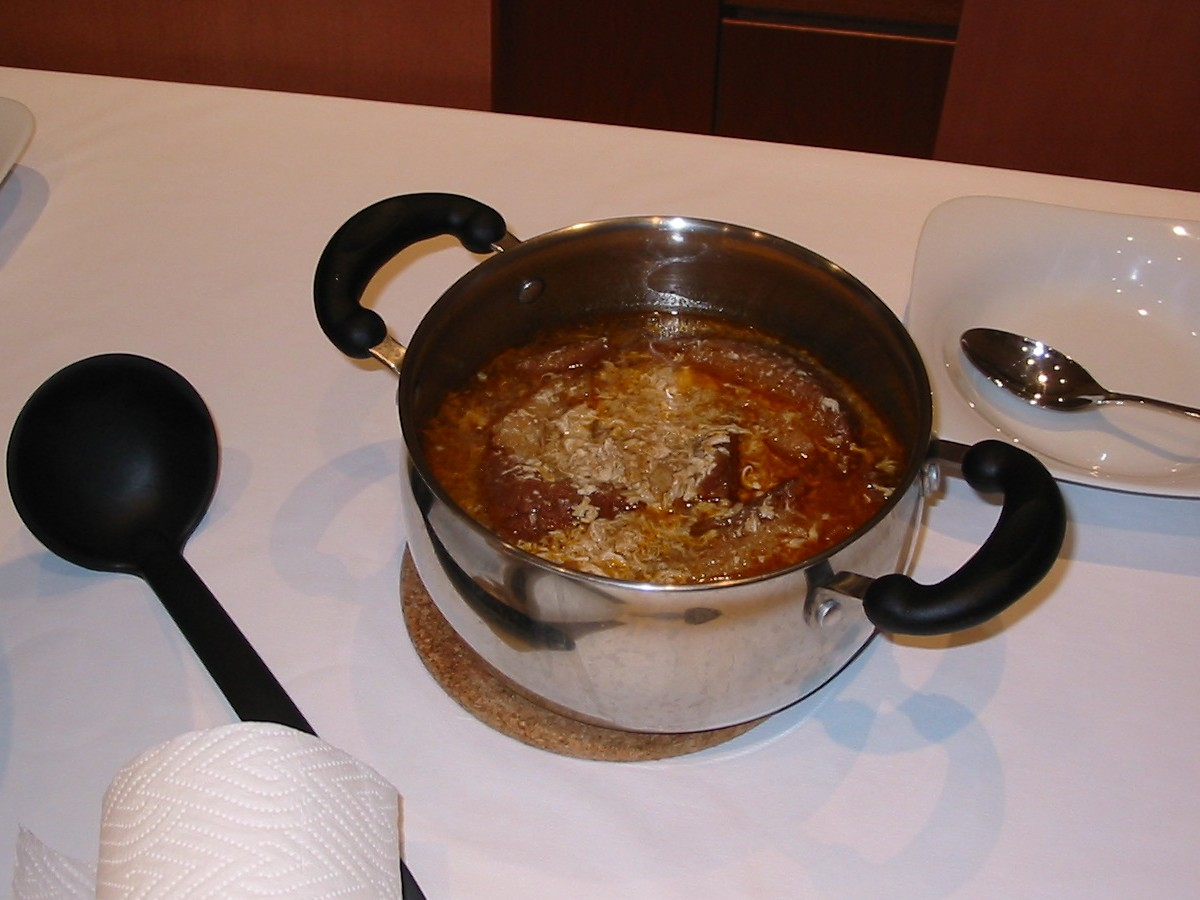
出来立てでサーブされる直前のソパ・デ・アホ（ニンニクのスープ）

カスティーリャ・イ・レオン料理は、ギソとアサード、高品質のワイン、様々な菓子、ソーセージとチーズが際立っている。これら2つの地域の特定の領域でさえ、リンゴやヌガーなどの重要な産物を見出すことができる。

## カスティーリャ・イ・レオンの料理

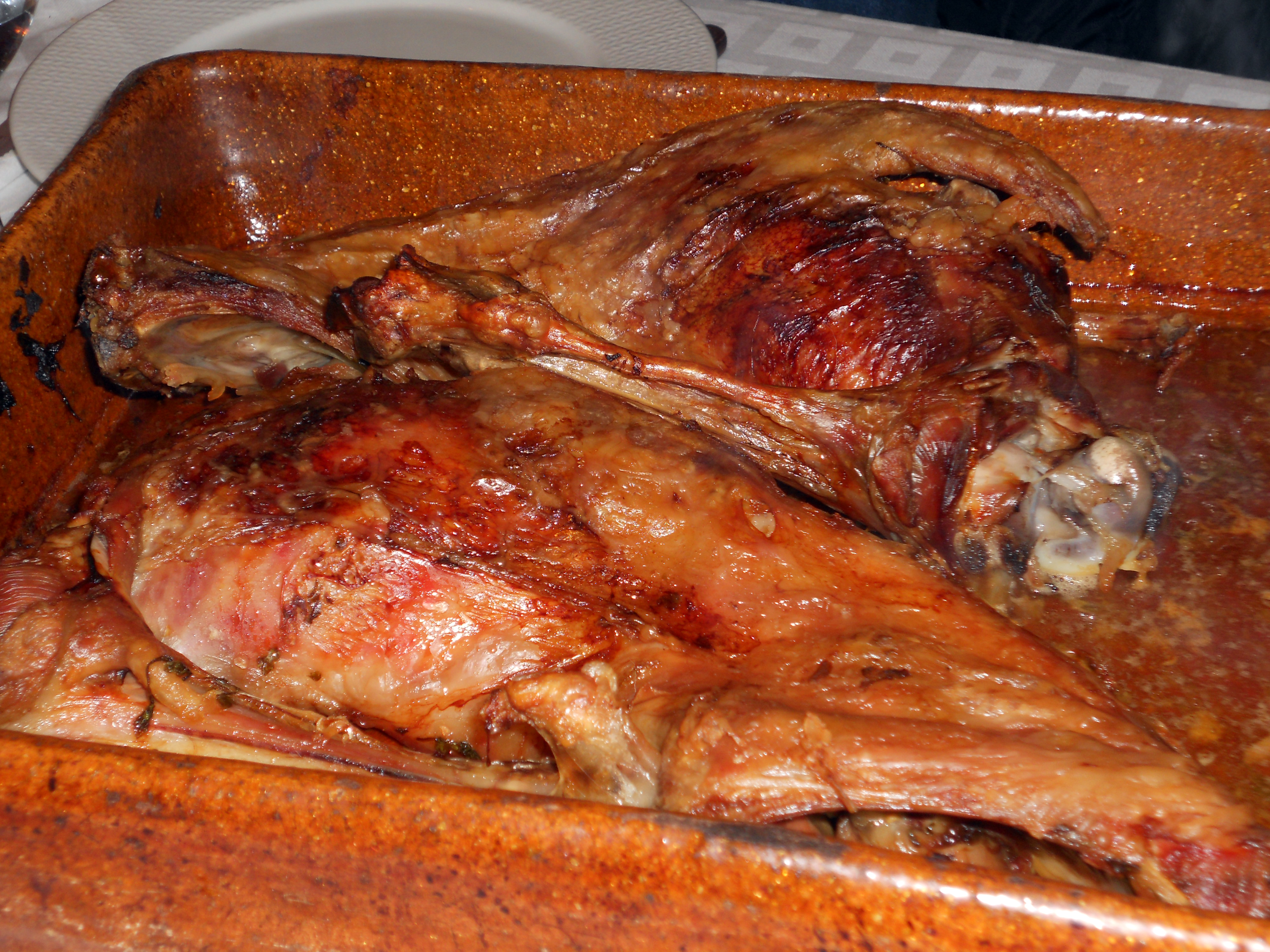
乳飲み子羊のロースト。カスティーリャ・イ・レオン州全域に共通する料理の一つ

このコミュニティは歴史的および芸術的な豊かさを有しているが、その重要な美食の豊かさも見過ごすことはできない。その中でも豊富な仔豚と仔羊のローストが際立っている。

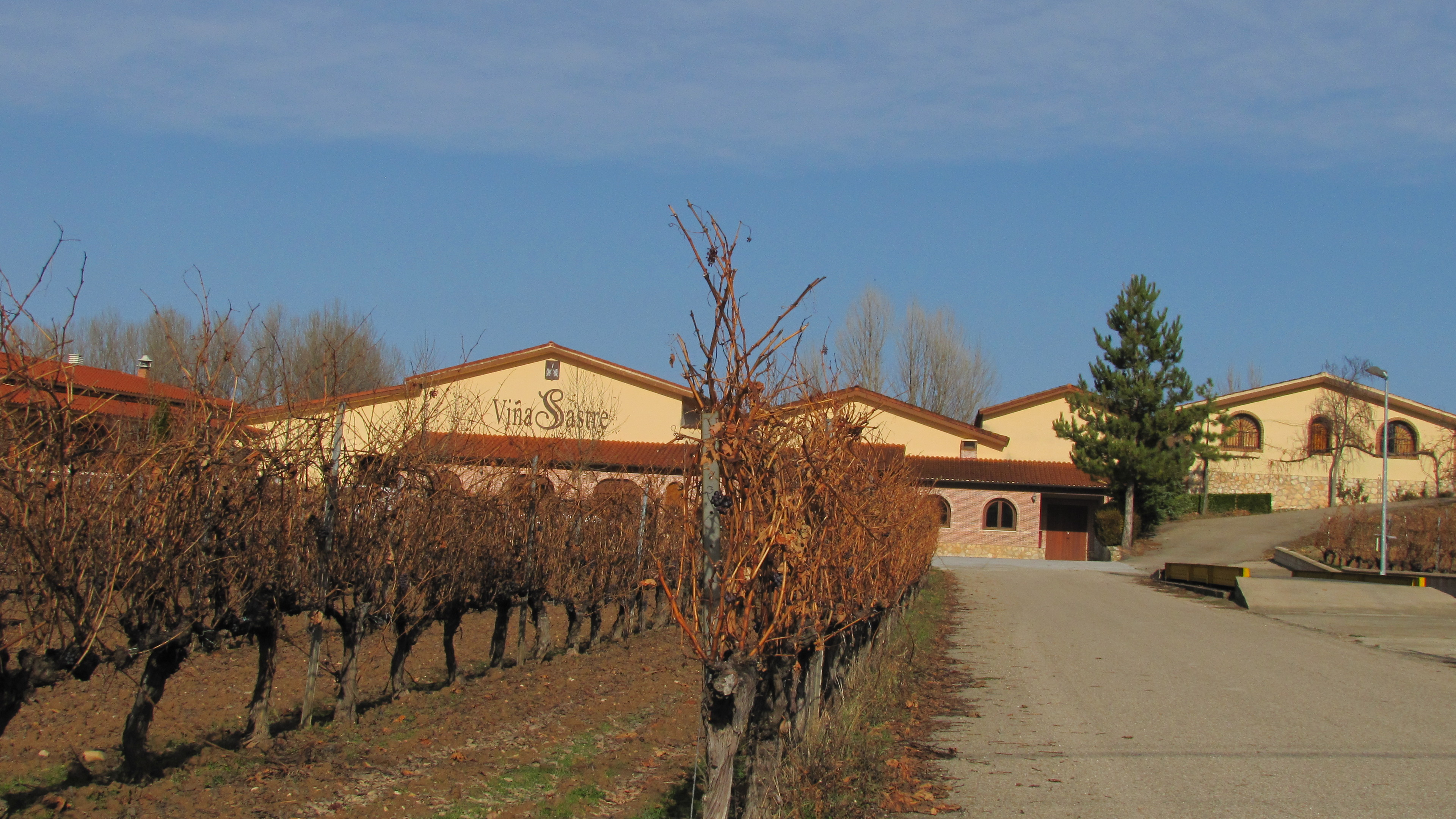
リベラ・デル・ドゥエロ (DO)である、ビニャ・サストレ社の葡萄園

この自治州の美食はコシードとアサード、そして様々な菓子に基づいている。子羊のロースト、乳飲み仔豚、子羊のシチュー、ブラッドソーセージ（レオン、ブルゴス、パレンシア、バリャドリッド）、豆類（サルダーニャのインゲンマメ、エル・バルコ・デ・アビラのインゲンマメ、フディオン・デ・ラ・グランハ（「農場のインゲンマメ」）、アルムーニャのレンズ豆、フエンテサウコのヒヨコマメなど）および控えめで素晴らしいソパ・デ・アホなど。
また、サラマンカのハモン・デ・ギフエロや、セゴビアではチョリソ・デ・カンティンパロスなどの、カスティーリャ・イ・レオン全体に存在する豚肉とソーセージも注目に値し、レオンではチェチーナ・デ・レオン（牛肉、山羊肉などの干し肉）や、ボティーリョ・デル・ビエルソ（豚の腸に肉を詰めたもの）、サラマンカのオルナソ（ミートパイ）などが頂点を極めている。チーズも素晴らしく、レオンのケソ・デ・バルデオンやパレンシアのセラートなどがある。さまざまなタイプのエンパナーダも忘れてはいけない。
伝統的に、すべての食事は通常パンが供されるので、この成分が不足している場合には、その食事は決して完全であるとはみなされない。理想的なパンの相棒は、かつてほぼ毎日食べられていた簡素な野菜と豆のシチューである。ニンニク、卵、パンをベースにした伝統的な農民の食事だったソパ・デ・アホは、今日ではすべてのレストランのメニューに載っている。カスティーリャ・イ・レオン料理の基本的な材料はラードまたはオリーブ・オイル、ニンニク、アーモンド、サフラン、チョリソ、コシード、ヒヨコマメ、パプリカ、唐辛子およびチーズである。
非常に典型的なのは、豚バラ肉（主原料）、豚の尾、タン、脊髄などの様々な豚の部位を塩、パプリカ、ニンニク、スパイスでマリネして豚の盲腸に詰め、燻製してから乾燥させたボティーリョ・デル・ビエルソである。
すでに有名なフレズノ・デル・ラ・ベガのピーマン祭り、エル・ビエルソ（食材豊富な地域）のピーマンなどの野菜も見逃せない。
赤、ロゼ、クラレット、白、スパークリングと言った幅広いワインの選択肢は、レオン県とカスティーリャ県の食卓の主役である。D.O.トロ、D.O.シガレス、セブレロス、D.O.ビエルソ、D.O.ティエラ・デ・レオン、D.O.アリベス、D.O.リベラ・デル・ドゥエロ、D.O.ルエダなどなどの、この地域の原産地呼称（D.O.）の量と質は驚くべきものではない。
リベラ・デル・ドゥエロは、有名なベガ・シシリアで知られた世界でも有数のワイン産地であり、ビエルソのワインも忘れてはならない。
レオン地方とカスティーリャ地方のデザートは、アストルガやアルコス・デ・ハロンのマンテカーダ、アランダ・デ・ドゥエロのエンピニョーナダ、クルミとサラマンカ風クリーム、サモラのレボホ、クエリャルの「尼さんのため息」、カスティーリャ風ペスティーニョ、アロス・コン・レチェ、カスティーリャのフラン、オフエラス、レオン風マラニュエラス、カスティーリャのメンブリージョ、サモラのナティリャス、ドーナツ、トリッハ、サンタ・テレサのイェマとアビラ風サン・フアン・デ・ラ・クルースのお菓子など多種多彩である。
デザートやスイーツは、古い男子修道院や女子修道院の伝統的な精巧なものであり、これらの名前が数多くつけられている。例えば、サン・ギレルモの絆、サンタ・テレサのイェマ、アビラの、サンタ・ローザのドーナツ、パレンシアの信仰のヌエストラ・セニョーラ修道院の伝統、サン・ロレンツォのケーキ、サン・ホセのビルタス、サモラの天使のドーナツ、アマルギリョスとウン・ラルゴなどである。これらの調理を担当する修道士・修道女は、これらの仕事に時間と忍耐を捧げている。

## 代表的な料理

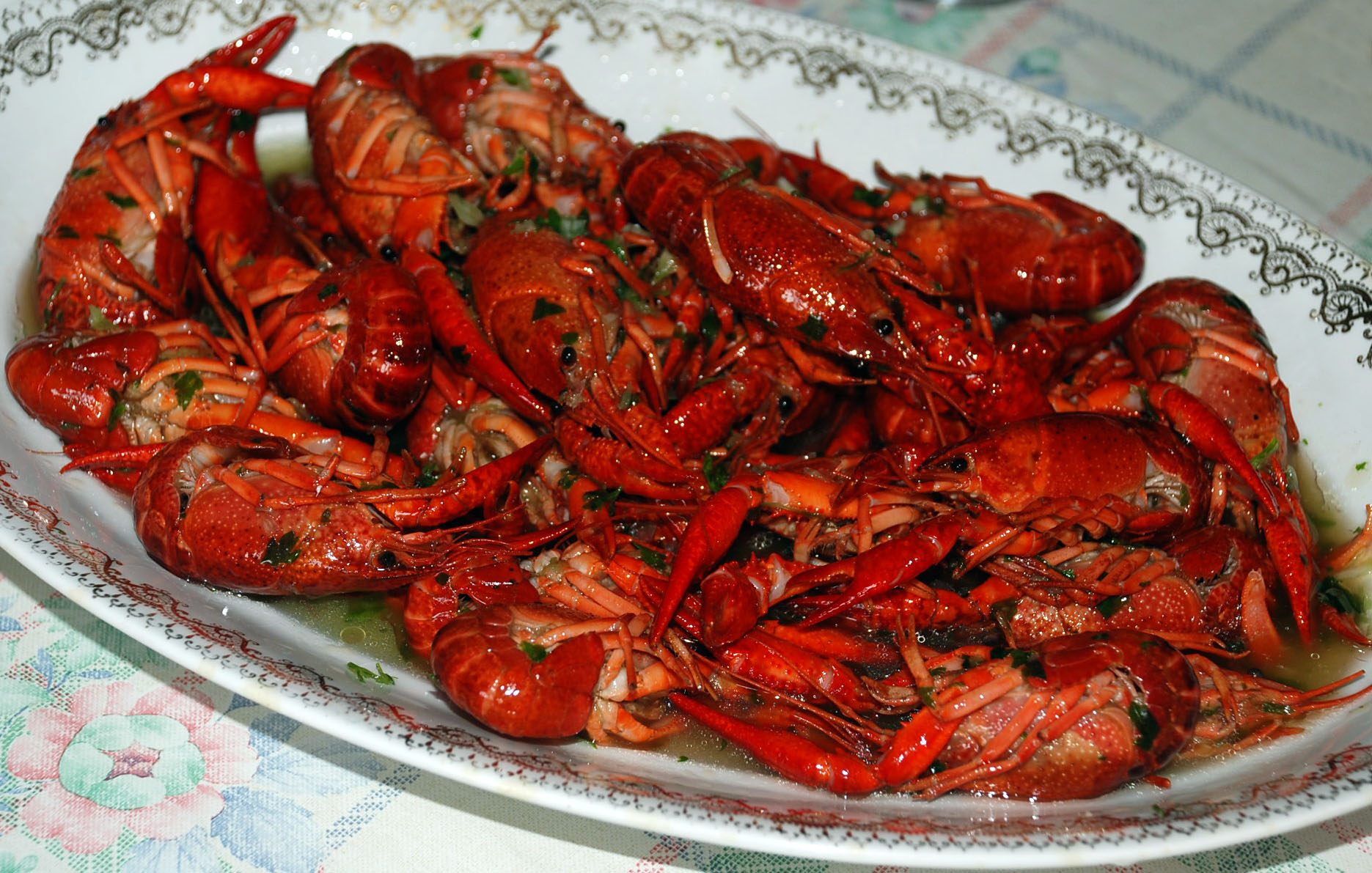
エレラ・デ・ピスエルガの川のカニ

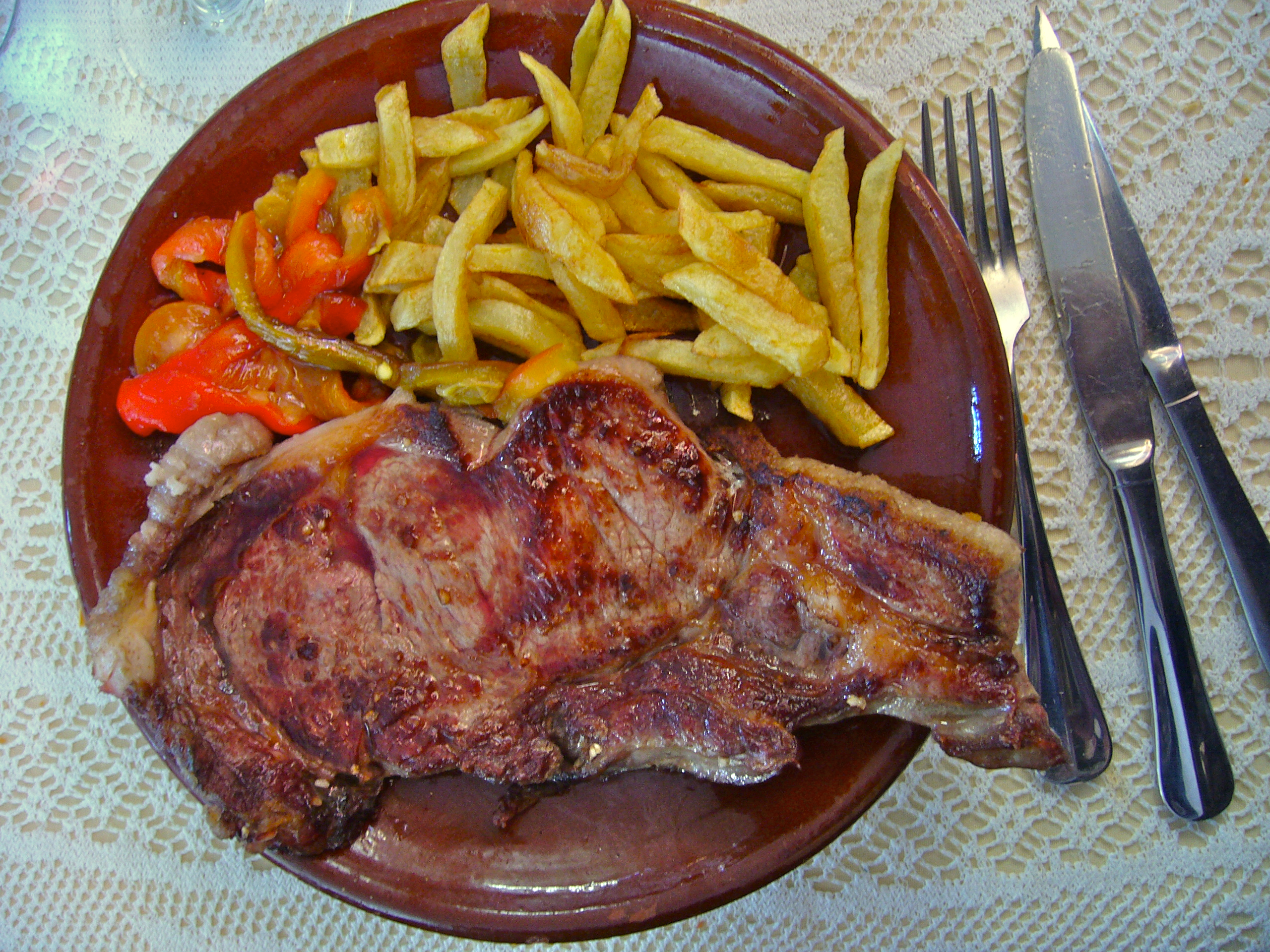
アビラのリブアイロースは当地の料理の目玉である

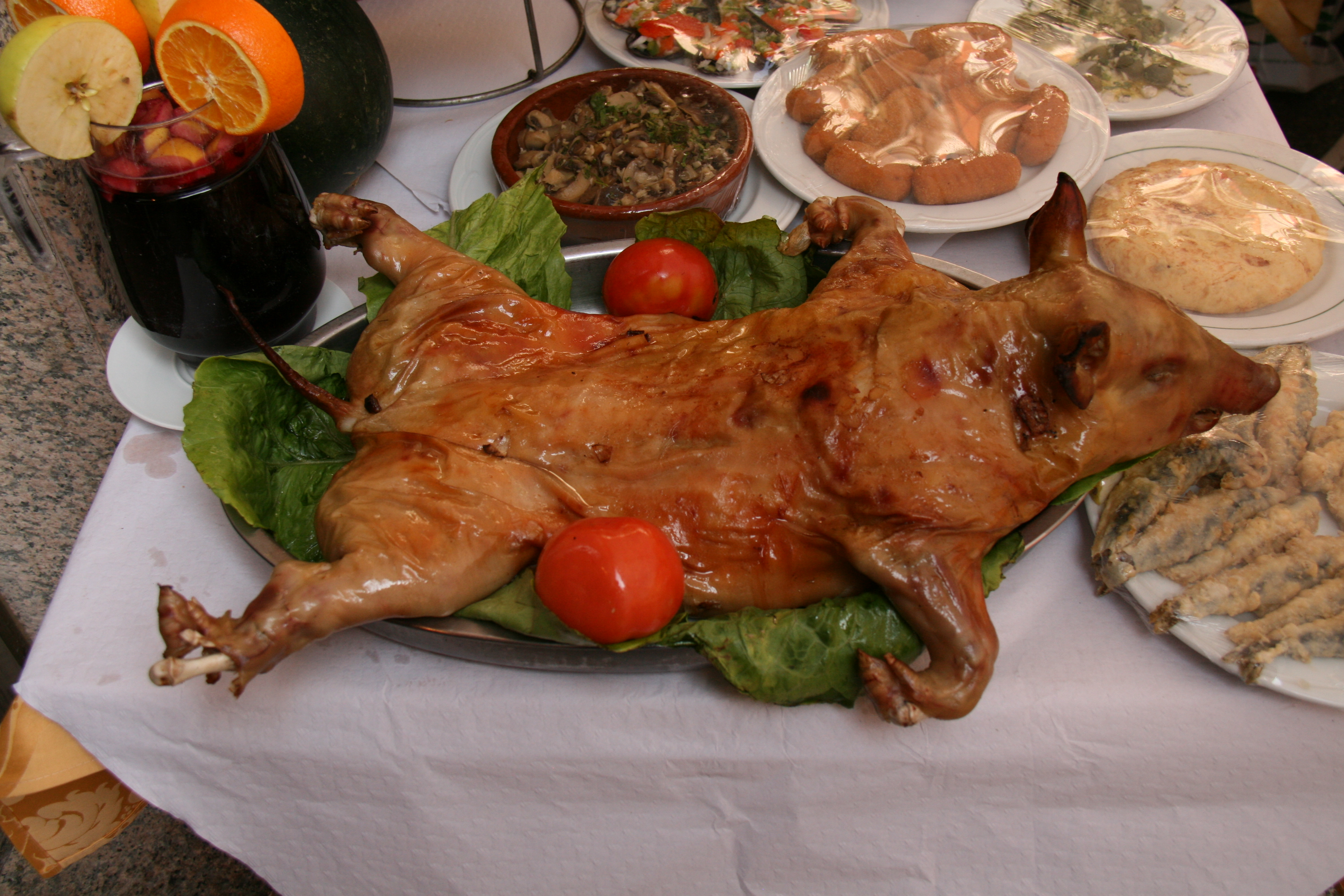
コチニーリョ・アサード

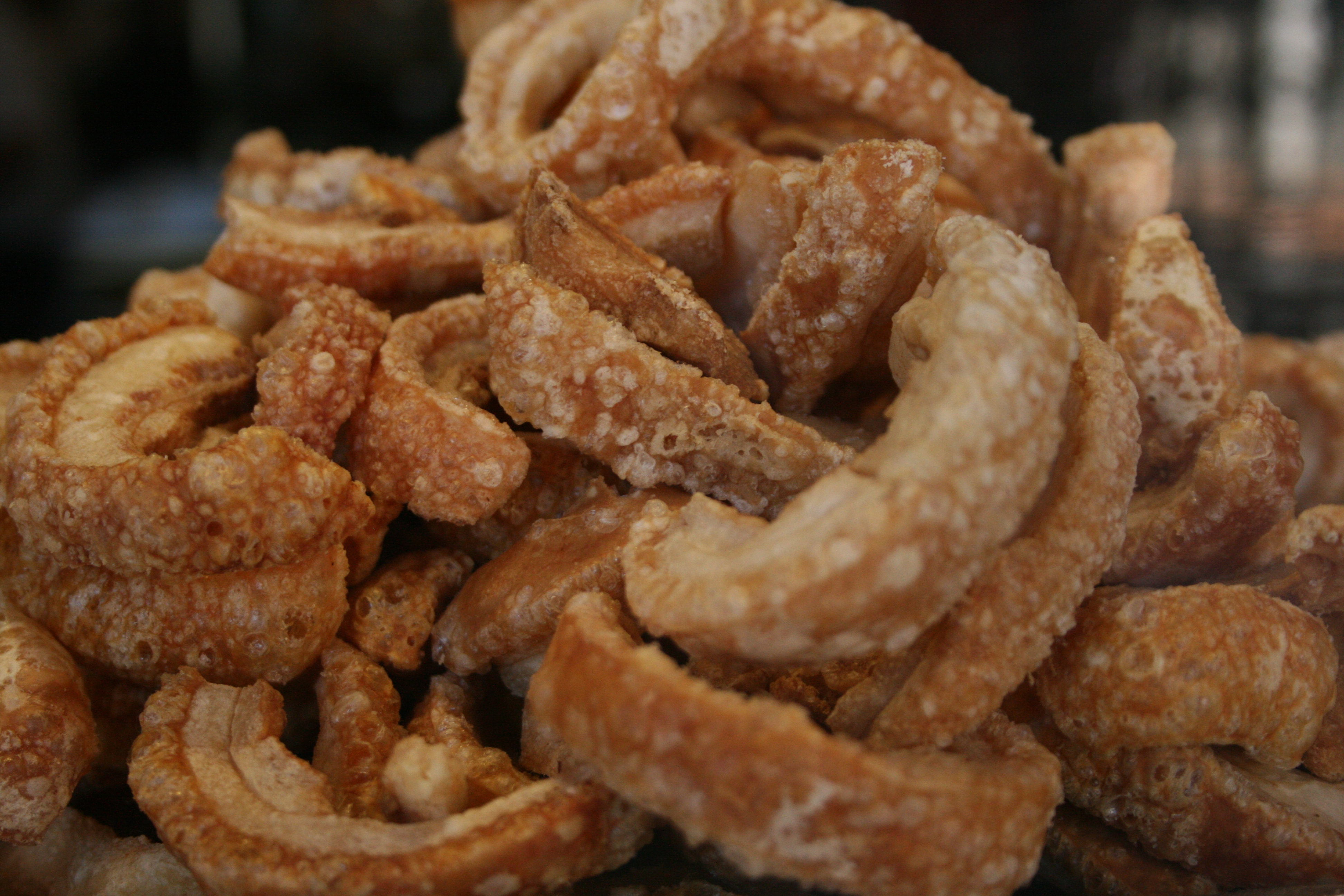
トレスノス

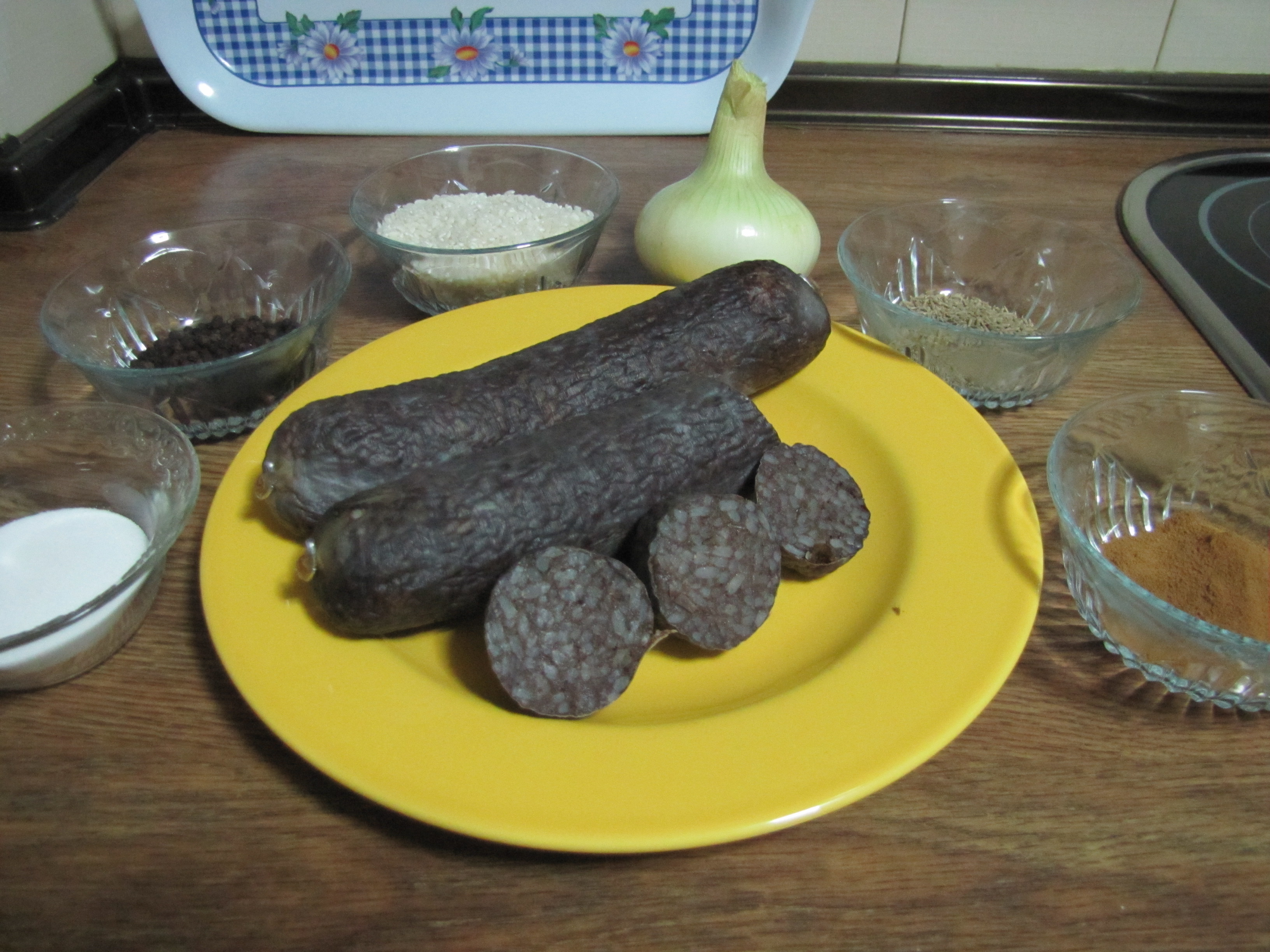
周りに主な材料を並べたアランダのブラッドソーセージ

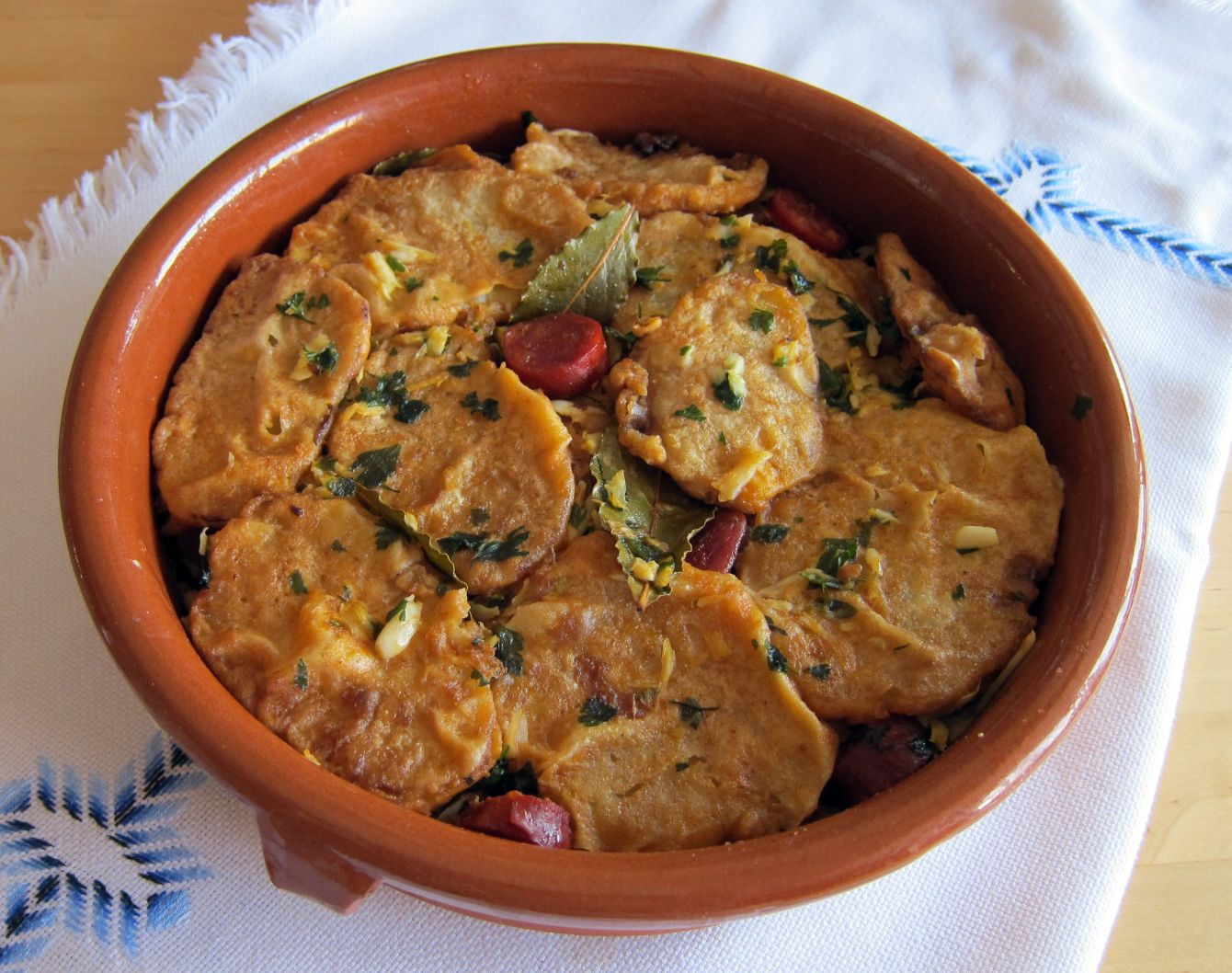
パレンシアのパタタス・ア・ラ・インポルタンシア

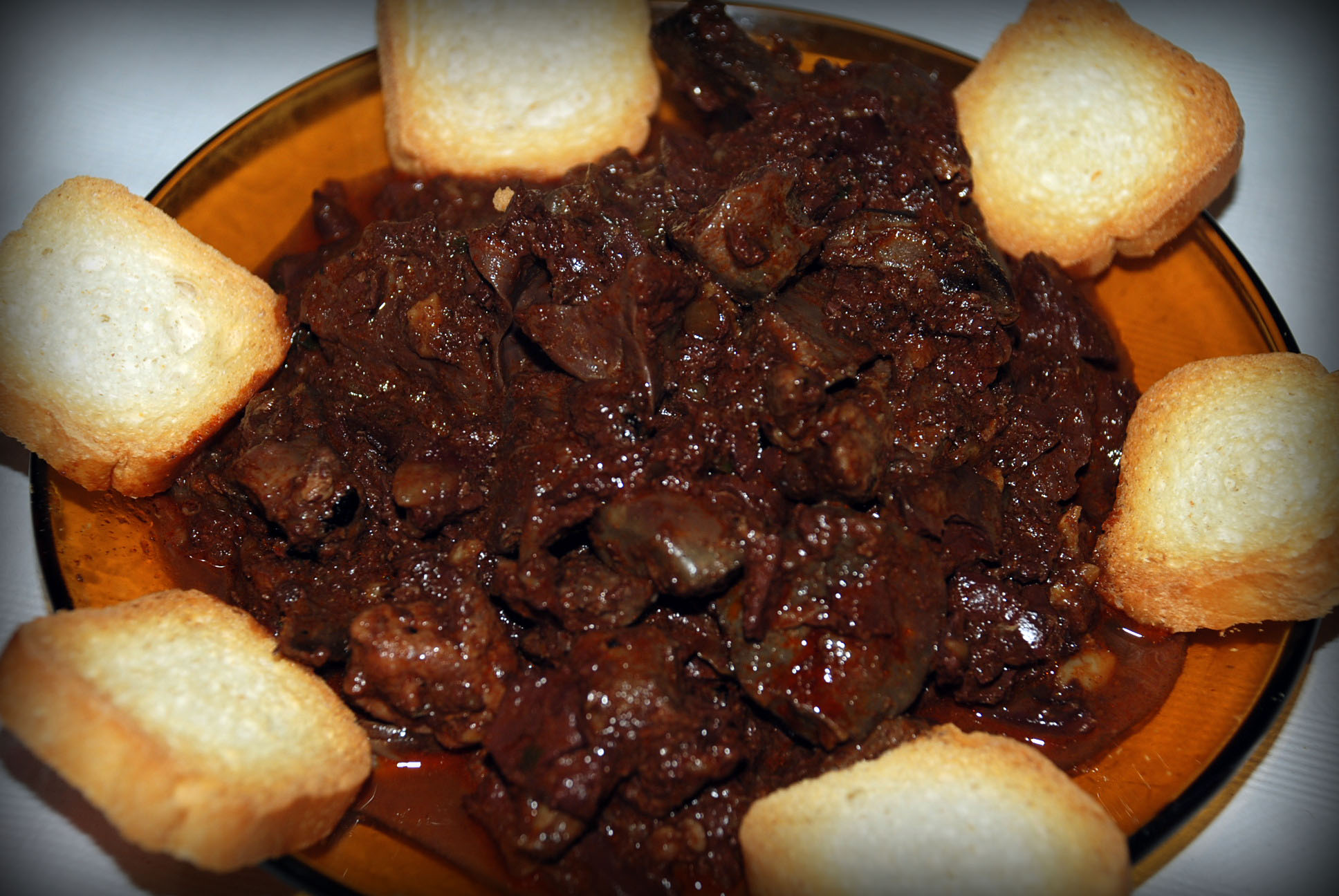
アサドゥリーリャまたはチャンファイナ

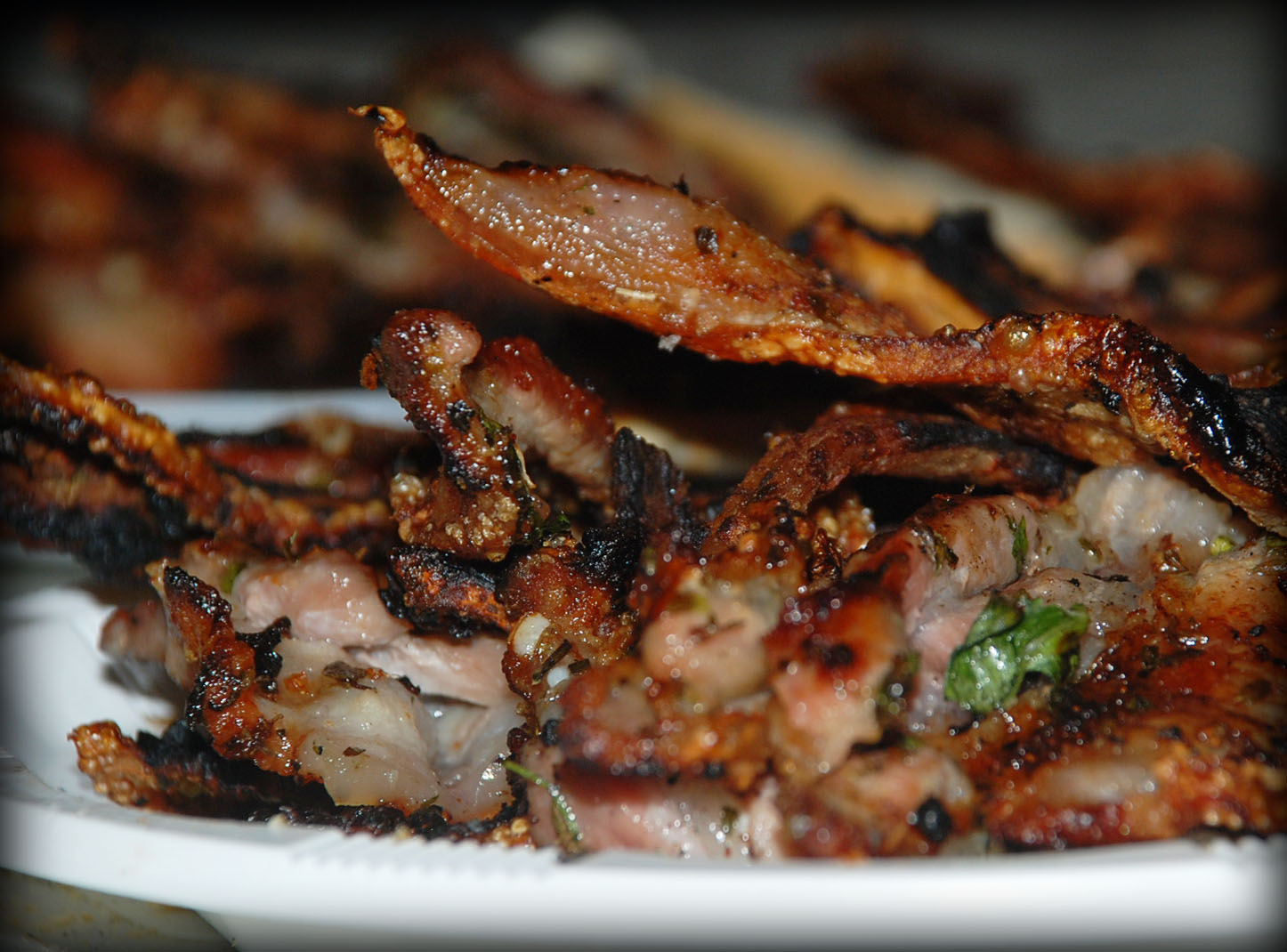
ローストしたベーコンは、コミュニティの様々なお祝いで非常に人気がある

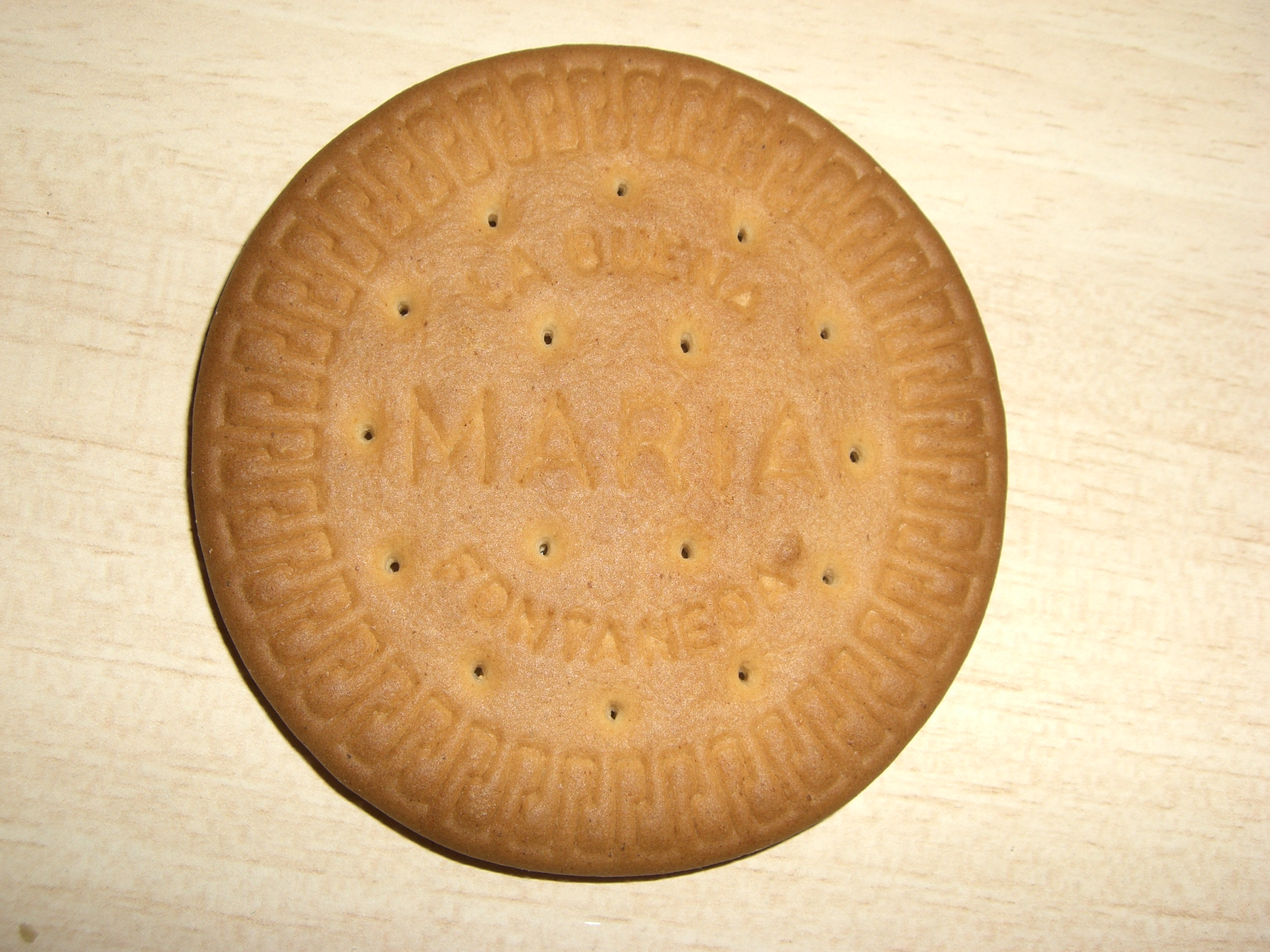
マリア・ビスケット、発祥はパレンシアのアギラル・デ・カンプー)

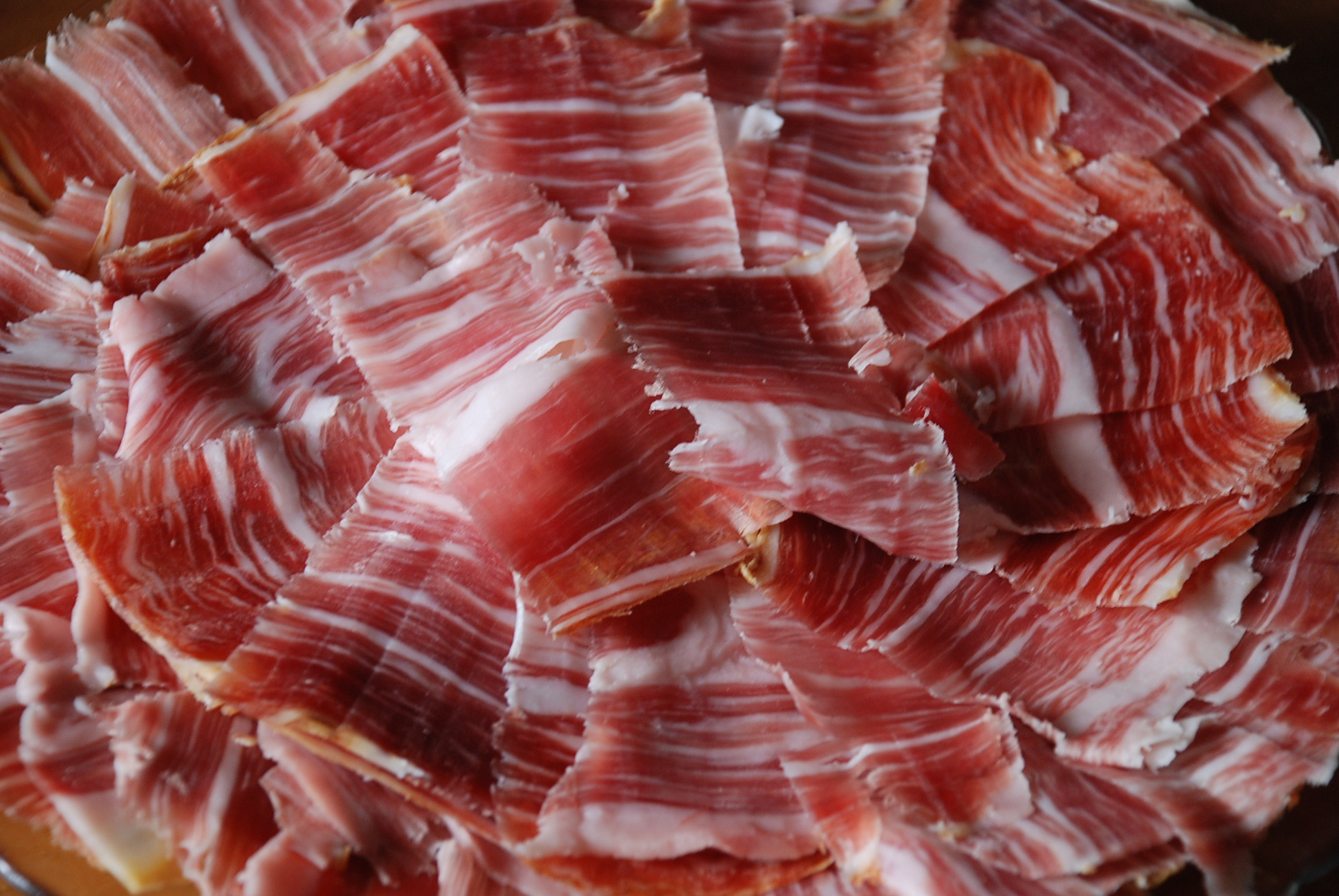
スライスしたハモン・デ・ギフエロ。連なった脂肪がイベリコハムの特徴である

- バニェーサのカエルの脚
- ソパ・デ・アホ　ニンニクのスープ
- ソパ・デ・トルーチャ（スペイン語版） 鱒のスープ
- マラガテリアのコシード（スペイン語版）
- モンタニェス・デ・レオンのコシード
- 子羊のローストないし乳飲み子羊のロースト

### アビラ
- ボリャ・デ・チチャロン（スペイン語版）
- コチフリト（スペイン語版）
- トストン・アサードないしコチニーリョ
- アビラのリブロース（スペイン語版）
- ウサギのピクルス
- オルナソ（スペイン語版）
- アビラのフディアス・デル・バルコ（スペイン語版）
- トレスノス（スペイン語版）
- カボチャのブラッドソーセージ（スペイン語版）
- パタタス・レボルコナス（スペイン語版）はパタタス・メネアスとも呼ばれる
- 刻みチョリソ（スペイン語版）
- チョリソオムレツ（スペイン語版）
- サンタ・テレサのイェマ（スペイン語版）
- ハトゥン・パンジェレ
- セブレロスのワイン

### サモラ

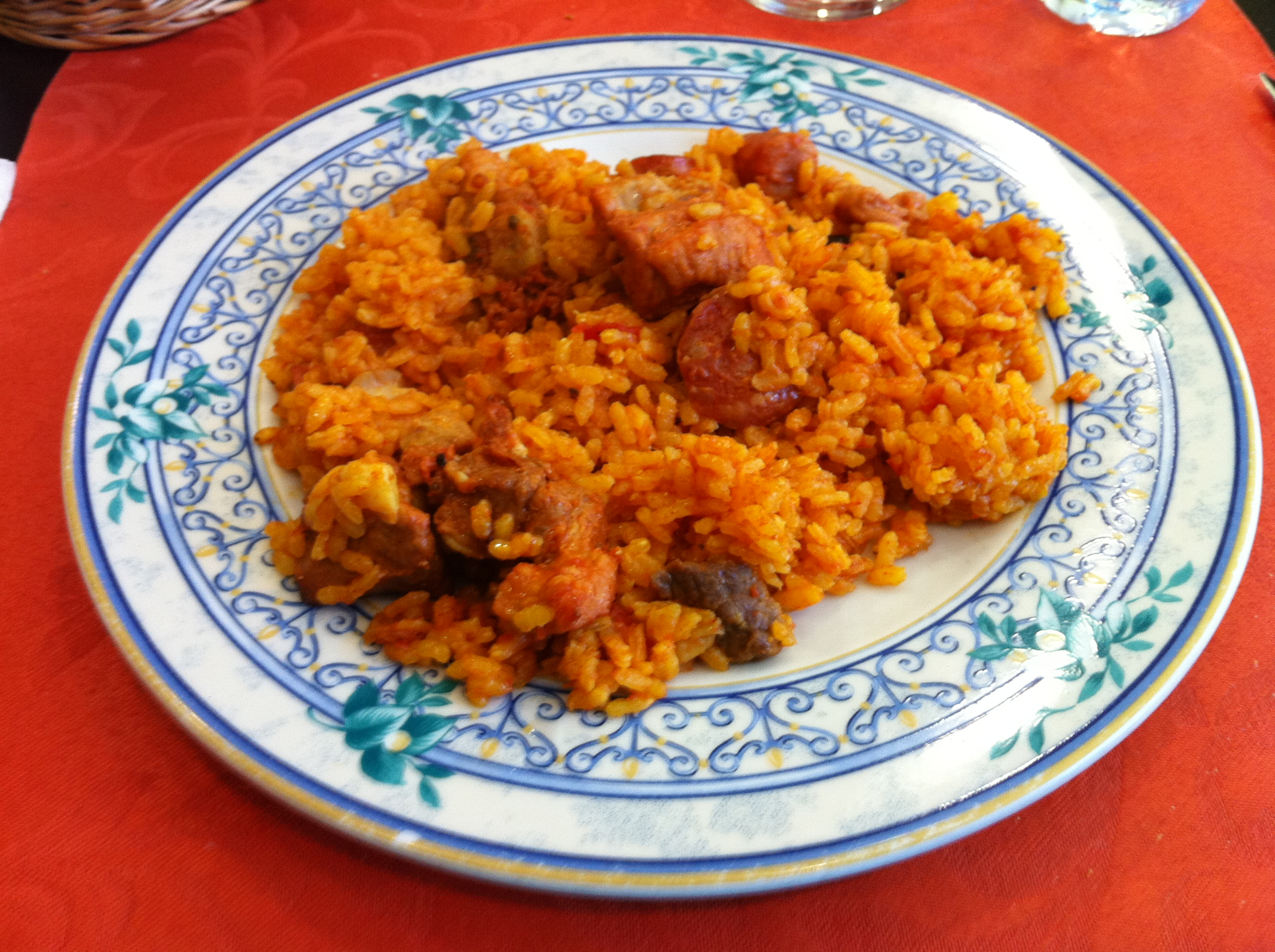
サモラ風ライスの一皿

- アセイターダ（スペイン語版）
- サモラ風ライス（スペイン語版）
- ドス・イ・ピンガーダ（スペイン語版）
- レボホ（スペイン語版）

### サラマンカ
- アマルギリョス
- ボリョ・マイモン（スペイン語版）
- トストン・アサードあるいはコチニーリョ
- チャンファイナ（スペイン語版）
- 卵黄のチョチョス（スペイン語版）
- レデスマのドーナツ（スペイン語版）
- ファリナート（スペイン語版）
- オランソ（スペイン語版）
- パタタス・メネアス（スペイン語版）
- レモン
- ハモン・デ・ギフエロ（スペイン語版）
- 豚ほほ肉
- 松の実のブラッドソーセージ
- カボチャ入りブラッドソーセージ（スペイン語版）

### セゴビア

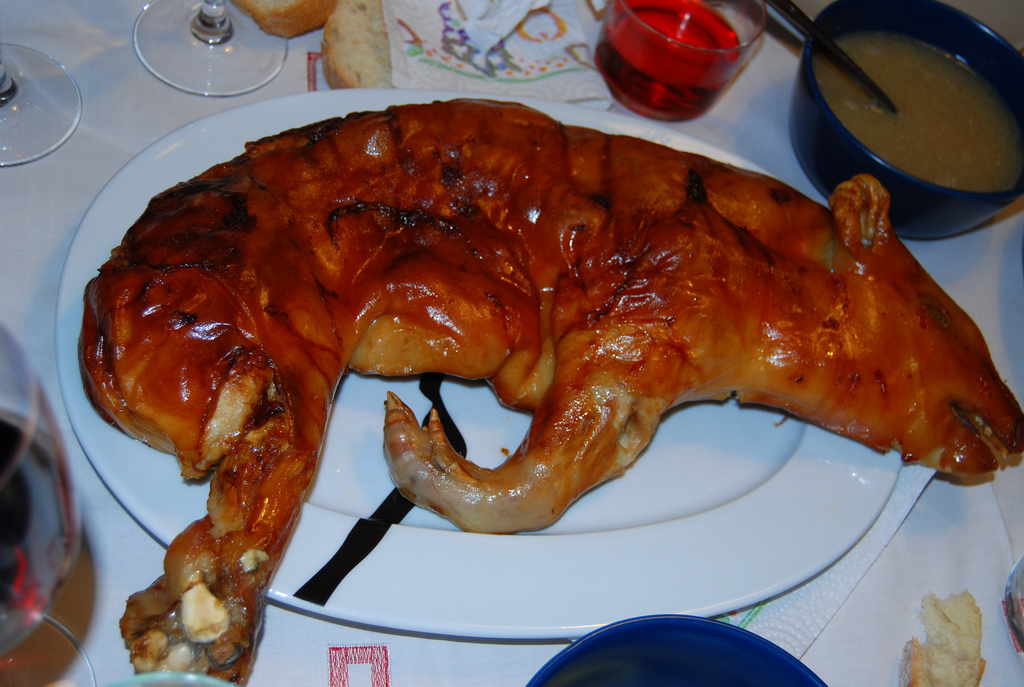
セゴビア風仔豚の丸焼き

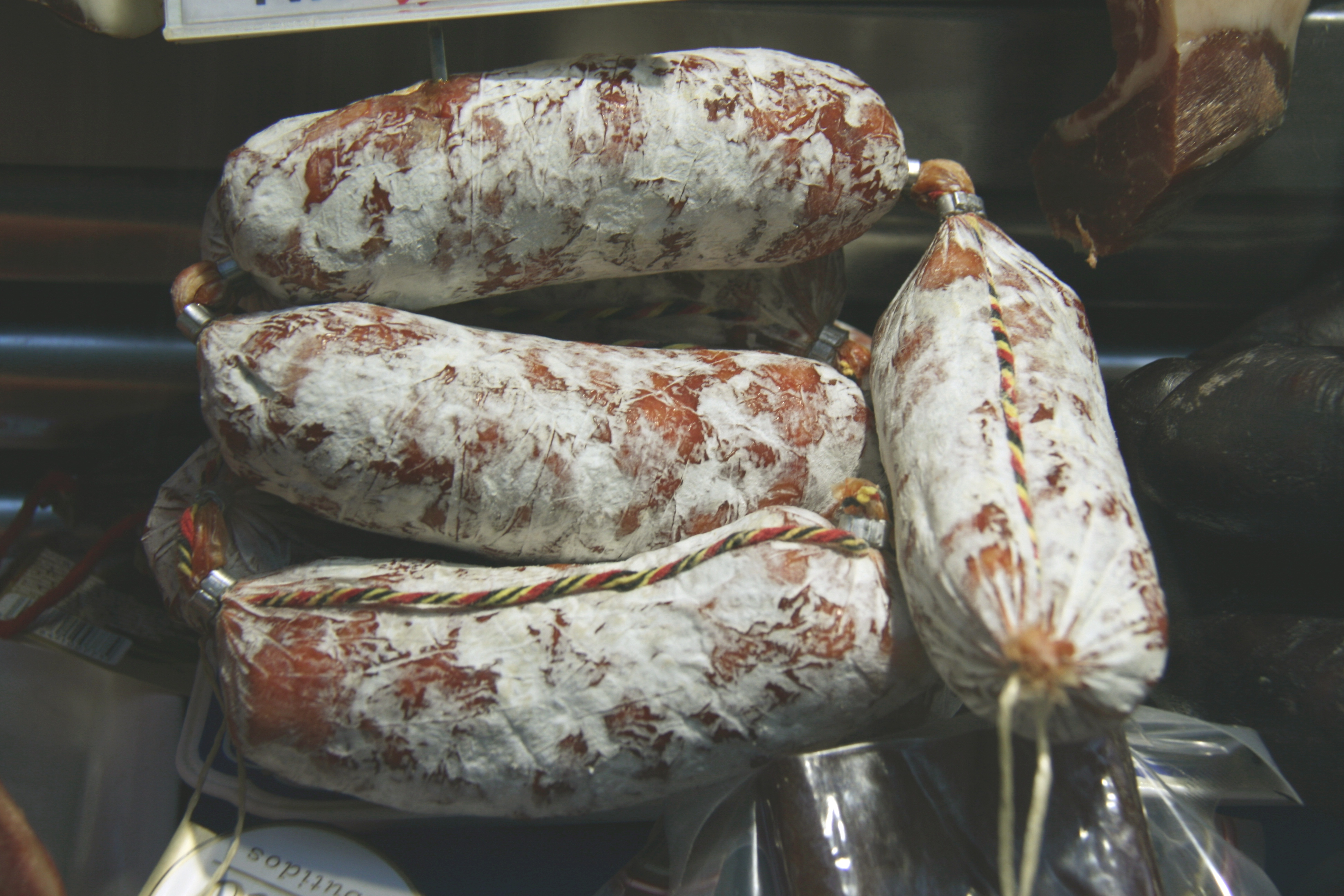
カンティパロスのチョリソ、とても人気がある

- クエリャルのチコリー
- バレラドのニンニク（スペイン語版）
- セゴビア風仔豚の丸焼き
- カンティンパロスのチョリソ（スペイン語版）
- ラムチョップ
- カラシーリョ（スペイン語版）のエンダイブ
- フディオン・デ・ラ・グランハ（スペイン語版）（「農場のインゲンマメ」）
- 乳飲み子羊のロースト
- セゴビアの赤キャベツ
- ポンチェ・セゴビアーノ（スペイン語版）
- サクラメニア（スペイン語版）のチーズ
- トレスノス（スペイン語版）
- プラデナ（スペイン語版）の牛肉
- ビリャカスティン（スペイン語版）の牛肉
- バルティエンダスのワイン（スペイン語版）
- ルエダのワイン（スペイン語版）
- リベラ・デル・ドゥエロのワイン
- ドゥラトン（スペイン語版）のノラニンジン

### ソリア

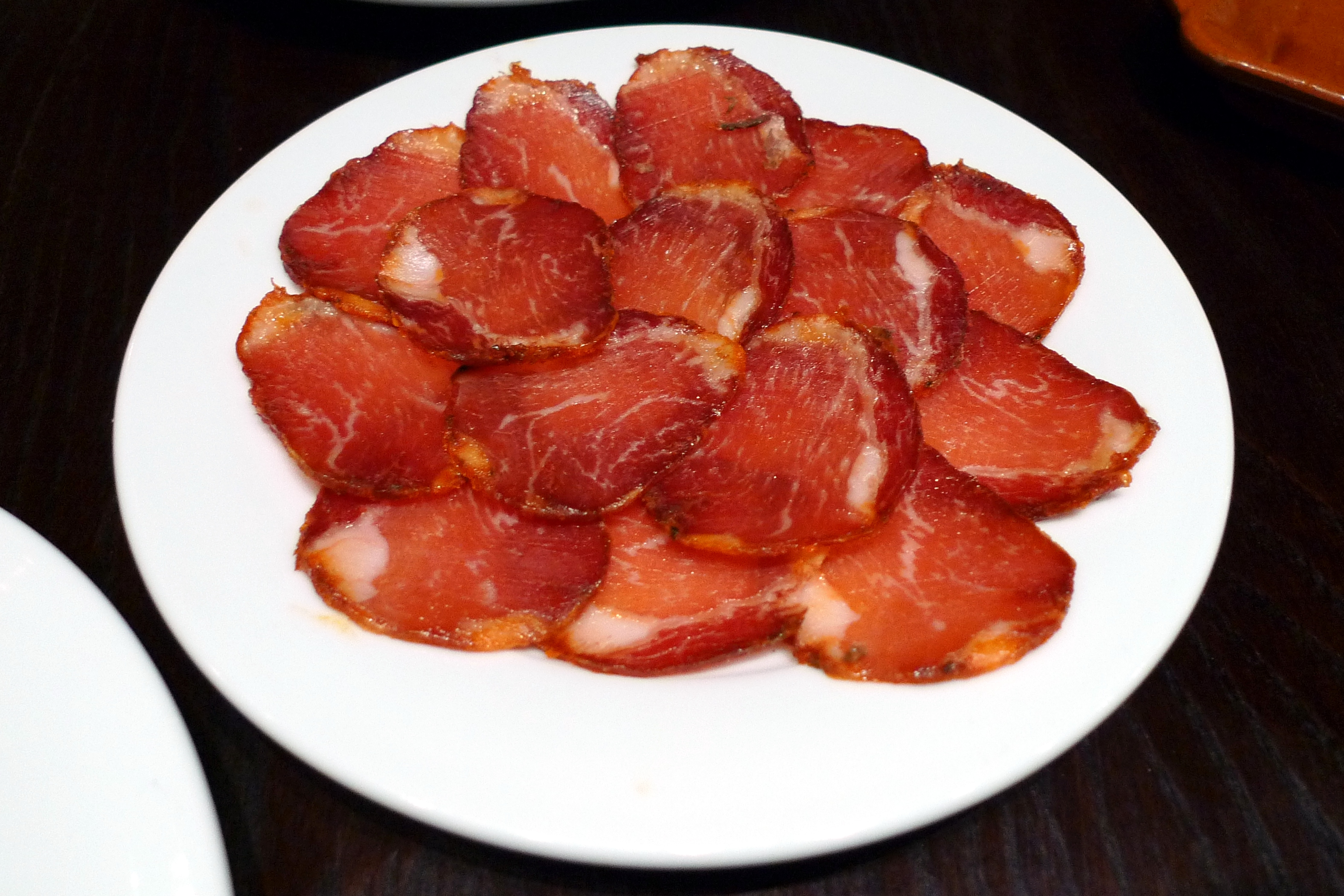
スライスしたロモ・エンブチャード

- アホ・カレテロ（スペイン語版）
- チャンファイナ（スペイン語版）
- クレカ（スペイン語版）
- ランガルト
- ロモ・エンブチャード（スペイン語版）
- ソリアのバター（スペイン語版）
- パシエンシアス・デ・アラマザン（スペイン語版）
- トレスノス（スペイン語版）
- イェマス・デ・アラマザン（スペイン語版）

### バリャドリッド

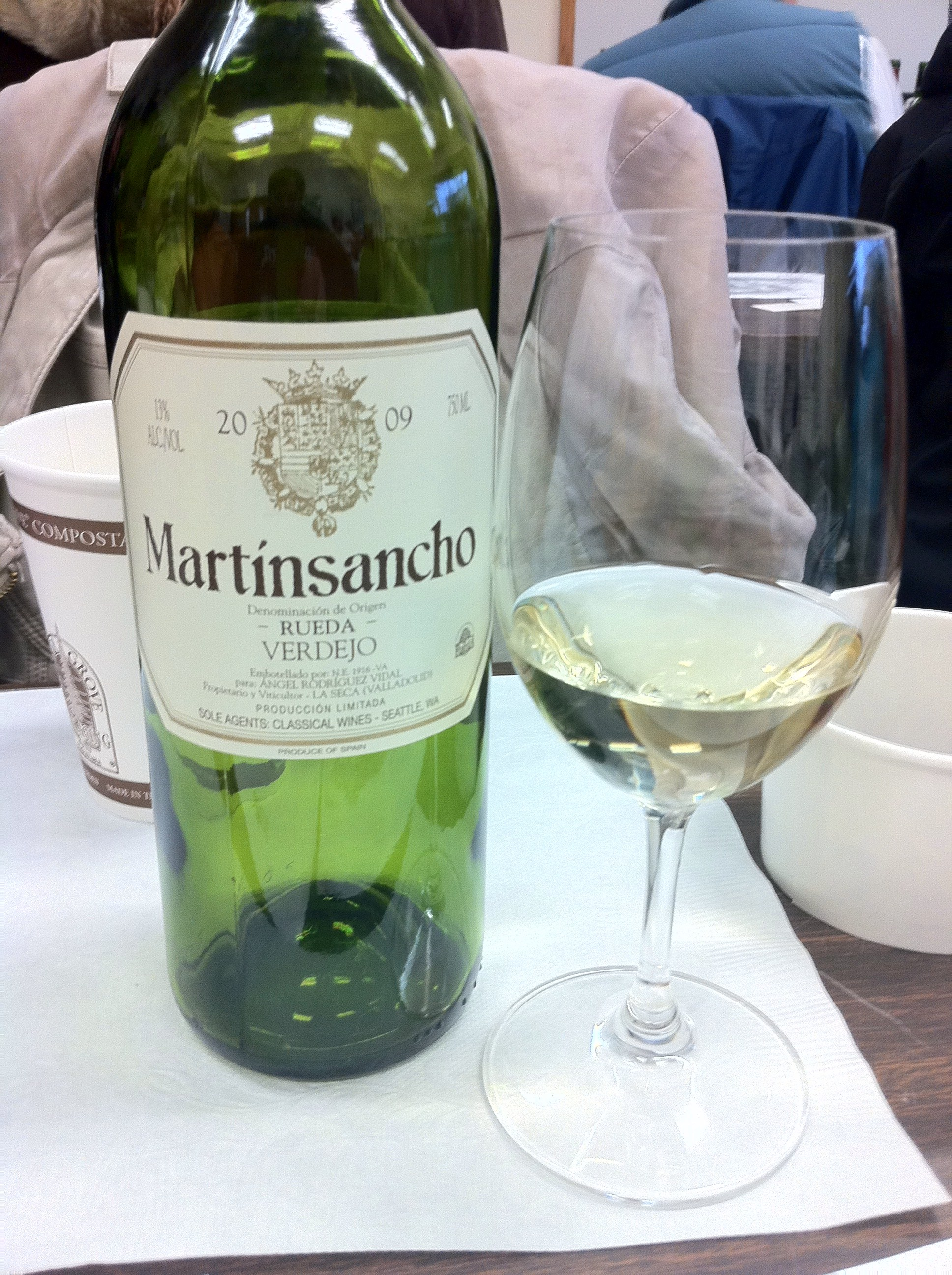
ベルデホ葡萄から作られるワイン"Blancos de Rueda"

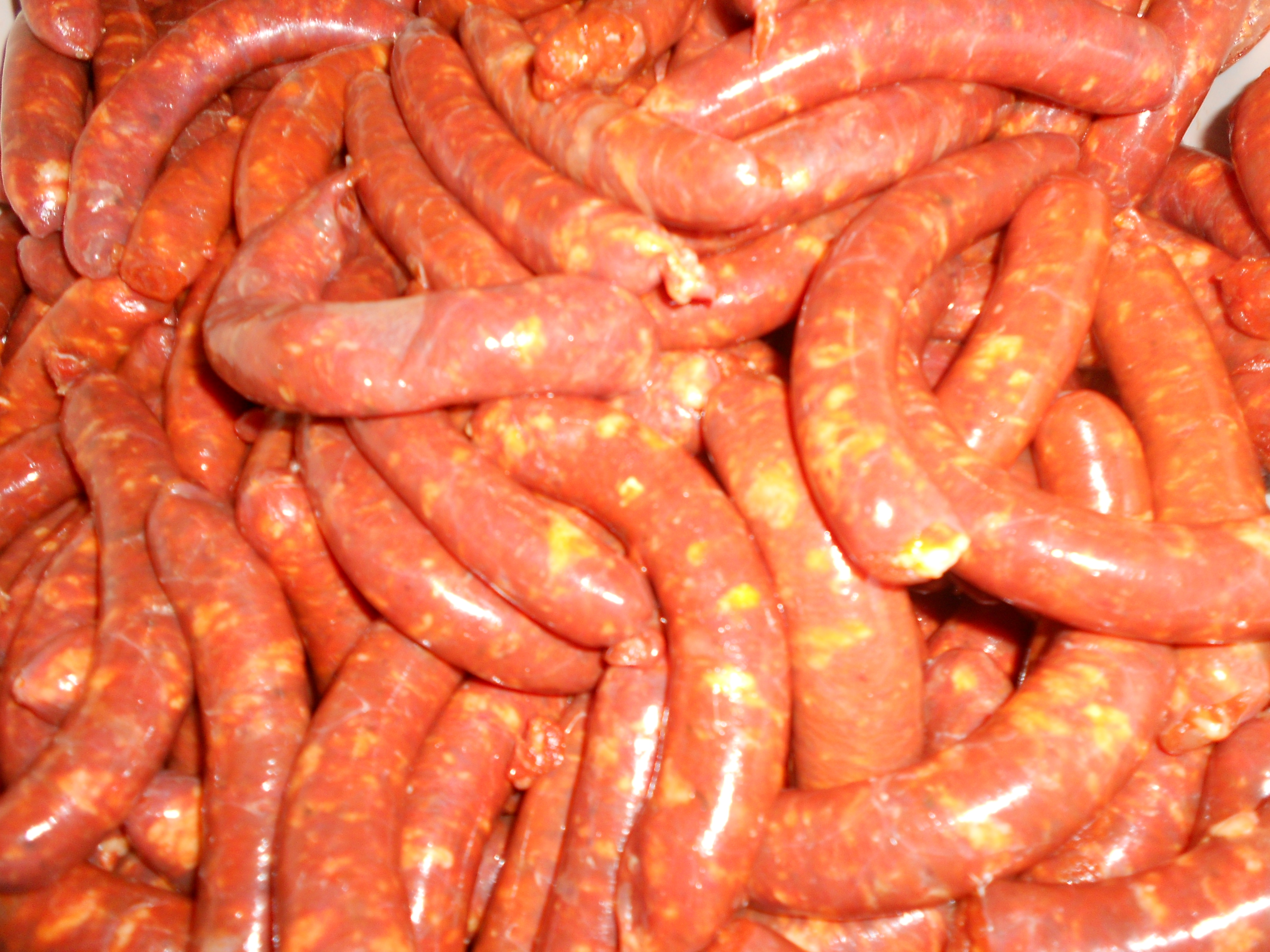
赤い部分と白い部分があるザラタンのソーセージ

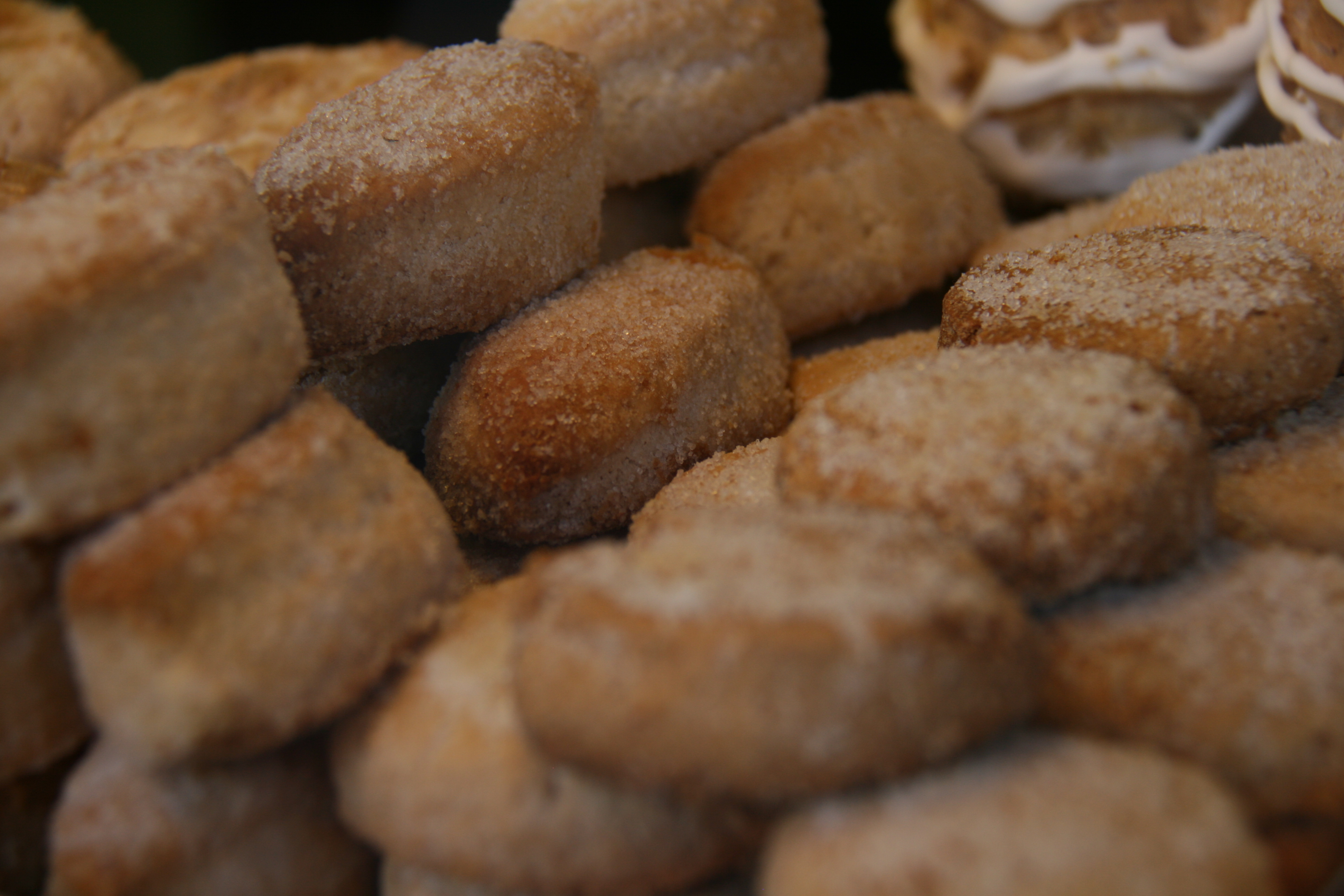
バリャドリッドのペストリー

- ラグーナ・デ・ドゥエロのエンドウマメ
- 乳飲み子羊のロースト
- 乳飲み子羊の串刺し
- コチニーリョ・アサード
- ボリャ・デ・チチャロン（スペイン語版）
- ガリョ・トゥレシラーノ（Gallo turresilano）
- ポルティーリョのマンテカード（スペイン語版）
- ビリャロンのチーズ（スペイン語版）
- シエガス・デ・イスカル（Ciegas de Íscar）
- イスカルのカスタネット菓子（Pasta Castañuelas de Íscar）
- スティック・ドーナツ（Rosquillas de Palo）
- フェオス・デ・トルデシリャス（Feos de Tordesillas）
- アマルギリョス（Amarguillos）
- トルタス・デ・チチャロネス（スペイン語版）
- チョリソ・オムレツ（スペイン語版）
- ほぐしチョリソ（スペイン語版）（ソルサ、ヒハス、チチャスとも呼ばれる）
- バリャドリッドのブラッドソーセージ（Morcilla de Valladolid）
- シガレスのブラッドソーセージ（Morcilla de Cigales）
- ペドラハス・デ・サン・エステバンの松の実（Piñones de Pedrajas de San Esteban）
- トゥデラ・デ・ドゥエロのアスパラガス（スペイン語版）
- ボラーチョスとペニャフィエルのワインパスタ（のBorrachos y Pastas de vino de Peñafiel）
- エンドウマメのスープ（スペイン語版）
- カラメルがけアーモンド（スペイン語版）
- バリャドリッド県のパン（スペイン語版）
- ザラタンのソーセージ（スペイン語版）
- ポルティーリョのニンニク（Ajos de Portillo）
- ペニャフィエルのエンダイブ（Endivias de Peñafiel）
- バレラドのニンニク（スペイン語版）
- バリャドリッドのレタス（Lechuga de Valladolid）
- シガレスのワイン（スペイン語版）
- リベラ・デル・ドゥエロ
- ルエダのワイン（スペイン語版）
- ティエラ・デ・レオンのワイン（スペイン語版）
- トロのワイン（スペイン語版）

### ブルゴス
- カラメルがけアーモンド（スペイン語版）
- ラムチョップ（リベラ・デル・ドゥエロ）
- ブルゴスの星（スペイン語版）
- チョリソとインゲンマメ
- 乳飲み子羊のロースト（リベラ・デル・ドゥエロ）
- アランダのブラッドソーセージ（スペイン語版）（リベラ・デル・ドゥエロ）
- ブルゴスのブラッドソーセージ（スペイン語版）
- オジャ・ポドリーダ
- アランダのケーキ（スペイン語版）（リベラ・デル・ドゥエロ）
- ブルゴスのチーズ（スペイン語版）

### プレンシア
- サルダーニャのインゲンマメ（スペイン語版）
- アサドゥリリャ（スペイン語版）
- エレラ式のカニ
- パレンティナのカタツムリ（スペイン語版）
- セルベラとパレンティナ山の畜肉（スペイン語版）
- パレンスエラの玉ねぎ（スペイン語版）
- ビジャラミエル（スペイン語版）のチェーチナ
- アギラル・デ・カンポー（スペイン語版）のビスケット
- 乳飲み子羊のロースト
- パレンティナのメネストラ（スペイン語版）
- コルノンのブラッドソーセージ
- フエンテアンドリノのブラッドソーセージ
- パレンシアの聖体
- Pan de aceite
- ベーコンのロースト（スペイン語版）
- パタタス・ア・ラ・インポルタンシア（スペイン語版）
- トルケマダのピーマン（スペイン語版）
- セラートのチーズ
- 無精髭のスープ（スペイン語版）またはソパ・デ・アホ
- チリマアジのスープ
- トレスノス（スペイン語版）

### レオン
- バカラーオ・アル・アホアリエロ（スペイン語版）
- エル・ビエルソのボティーリョ（スペイン語版）
- 山羊肉のセシーナ（スペイン語版）
- 牛肉のセシーナ
- チョリソ
- レオンのチェーチナ（スペイン語版）
- マラガテリアのコシード（スペイン語版）
- アストルガのたたみパイ
- ラ・バニェーサ（スペイン語版）のインペリアレス
- テレノ（スペイン語版）の乳飲み仔豚
- アストルガのマンテカーダ
- レオンのブラッドソーセージ（スペイン語版）
- ボニャールのニカノレス（スペイン語版）
- オリャ・ベルシアーナ（スペイン語版）
- モンテホのパン
- フレズノ・デ・ラ・ベガのピーマン
- サアグンのリーキ
- パタ・デ・ムーロのチーズ（英語版）
- レオン風ソパ・デ・アホ（スペイン語版）
- ソパ・デ・トルーチャ（スペイン語版） 鱒のスープ

## 保護された食品

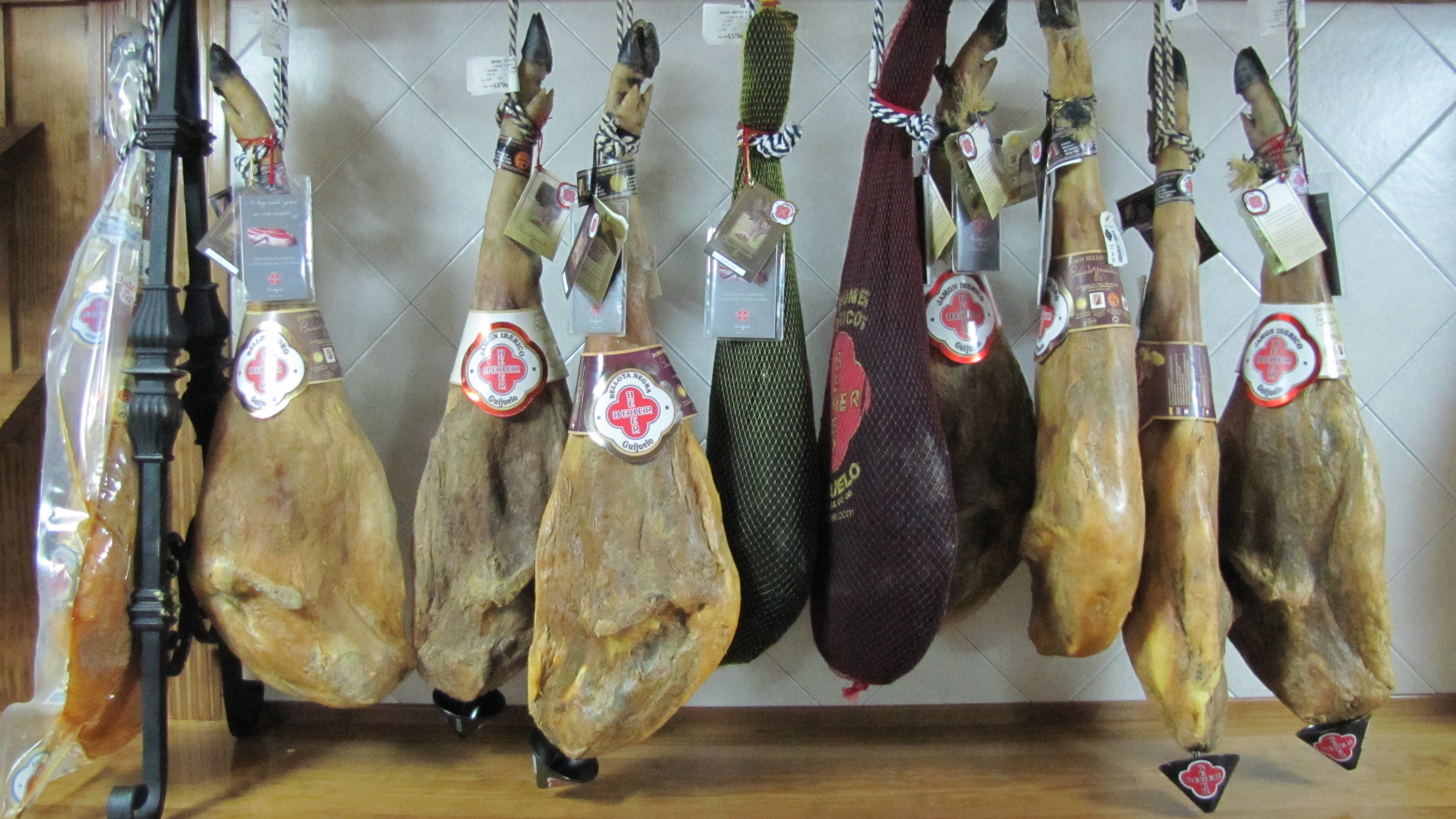
DOハモン・デ・ギフエロとして保護されている、BEHER（ベルナルド・エルナンデス）のさまざまなドングリ飼育のハム

さまざまな地域の食品が、原産地呼称制度、地理的表示、保証マークなどの複数の区分で保護されている。ワインの分野では10以上の原産地呼称があり、もっとも知られているのはリベラ・デル・ドゥエロ（D.O.）である。カスティーリャ・イ・レオンの代表的な食品である肉類はもっとも保護され、普及している食品であり、カスティーリャ・イ・レオンの羊肉が際立っているが、アビラの肉や、セゴビア風仔豚の丸焼きもその知名度から特別な関心が持たれている。
偉大な伝統を持つソーセージは、レオンのセシーナ、カンティンパロスのチョリソやギジュエロのハムなどが代表的である。サモラのチーズとソリアのバターにはD.O.が、バリャドリッドのパンには保証マークがつけられている。豆類の種類も豊富で、ラ・バニェーサの豆類、フエンテサウコのヒヨコマメ、エル・バルコ・デ・アビラのインゲンマメ、ラ・アルムーニャのレンズマメなどがあり、さらにラス・カデレチャスやシエラ・デ・フランシアのサクランボやエル・ビエルソの洋梨なども保護されている。

## 外部リンク

カスティーリャ・イ・レオンは保護された地理的表示で、この自治州で作られたブドウで生産されたビーノ・デ・ラ・ティエラを示すために使用される

### 原産地呼称制度
- D. O. ティエラ・デ・レオン
- D. O. ビエルソ
- D. O. リブラ・デル・ドゥエロ
- D. O. シガレス
- D. O. ルエダ
- D. O. トロ
- D. O. マンテキリャ・デ・ソリア

### 保証マーク
- / レオン製品
- / ボニャールのニカノレス
- ソリアのトレスノス